# Jops Reeman
Gerard Simon „Jops“ Reeman (* 9. August 1886 in Amerongen; † 16. März 1959 in Zeist) war ein niederländischer Fußballspieler. Er bestritt zwei Länderspiele für die niederländische Fußballnationalmannschaft und erzielte dabei ein Tor.